# Instant Star: Greatest Hits
Instant Star: Greatest Hits è una raccolta di canzoni tratte dal telefilm Instant Star, andato in onda in Italia su Italia 1. Inizialmente avrebbe dovuto essere pubblicato assieme a Songs from Instant Star 3, la colonna sonora della terza stagione del telefilm, ma per motivi sconosciuti la pubblicazione è stata rinviata.
È stato pubblicato il 22 settembre 2009 su Amazon e iTunes per gli Stati Uniti.

## Il disco
L'album è una raccolta di tutte le canzoni che hanno una certa rilevanza all'interno del telefilm. Fanno eccezione due canzoni della quarta stagione (una inedita e una cantata da un'altra cantante) e due remix di due canzoni della prima e della seconda stagione.
Tutte le canzoni sono cantate da Alexz Johnson (Jude Harrison nel telefilm), tranne Unraveling, cantata da Tyler Kyte (Spiederman in Instant Star), e I Will Be the Flame, a gran richiesta proposta nella raccolta nella versione duetto tra Alexz e Cory Lee (Karma nel telefilm).
Le canzoni Perfect, Temporary Insanity e Liar Liar hanno vocalità diverse da quelle originali.
I Just Wanted Your Love è una canzone presenta in un episodio della quarta stagione del telefilm, ma non inclusa nella raccolta relativa.

## Tracce
| #   | Titolo                          | Artista                  | Autori                                        | Durata |
| --- | ------------------------------- | ------------------------ | --------------------------------------------- | ------ |
| 1.  | "Temporary Insanity" (Remix)    | Alexz Johnson            | Andrea Wasse, Christopher Ward                | 3:27   |
| 2.  | "Liar Liar" (Remix)             | Alexz Johnson            | Damhnait Doyle, Marc Jordan, Rob Wells        | 3:35   |
| 3.  | "24 Hours"                      | Alexz Johnson            | Alexz Johnson, Damhnait Doyle                 | 3:19   |
| 4.  | "Let Me Fall"                   | Alexz Johnson            | Alexz Johnson, Ward, St-Gelais                | 3:26   |
| 5.  | "Skin"                          | Alexz Johnson            | Brendan Johnson, Alexz Johnson                | 2:45   |
| 6.  | "How Strong Do You Think I Am"  | Alexz Johnson            | Christopher Ward, Marc Jordan                 | 3:45   |
| 7.  | "There's Us"                    | Alexz Johnson            | Christopher Ward, Rob Wells                   | 4:09   |
| 8.  | "Anyone But You"                | Alexz Johnson            | Christopher Ward, Damhnait Doyle, Marc Jordan | 3:21   |
| 9.  | "White Lines"                   | Alexz Johnson            | Rob Wells, Luke McMaster                      | 3:57   |
| 10. | "I Will Be The Flame"           | Alexz Johnson & Cory Lee | Dave Thomson, Doyle, Christopher Ward         | 3:00   |
| 11. | "I Don't Know If I Should Stay" | Alexz Johnson            | Marc Jordan, Jeen O'Brien, Rob Wells          | 3:33   |
| 12. | "Unraveling"                    | Tyler Kyte               | Greg Johnston, Christipher Ward               | 3:42   |
| 13. | "Perfect"                       | Alexz Johnson            | Luke McMaster, Valerie Poxleitner             | 3:28   |
| 14. | "I Just Wanted Your Love"       | Alexz Johnson            | Alexz Johnson, Brendan Johnson                | 3:10   |